# Historia księstwa Hunzy
Hunza (urdu ہنزہ, bsk. Hunzo) – historyczne księstwo o ustroju feudalnym z autokratycznym systemem władzy, istniejące od co najmniej XIV w. do jego zniesienia w 1974 r. Położone w środkowej części doliny rzeki Hunza w zachodniej części Karakorum; zamieszkałe przez Buruszów, niewielką grupę Wachów i innych osiedleńców. Przez ostatnie trzy wieki historycznie udokumentowanego istnienia graniczyło w zmiennym zakresie: na południu i południowym zachodzie z podobnym mu księstwem Nagiru, na północy i północnym wschodzie z chińskim regionem Sinciang, na zachodzie z księstwem Chitralu, a na północnym zachodzie z Afganistanem. Hunza była krajem nominalnie niezależnym, uznającym jednak Chiny za swego suzerena, oraz przejściowo uznającym zwierzchniość Kaszmiru. W wyniku brytyjskiej kampanii zbrojnej w 1891 r. weszła w obręb Indii Brytyjskich, zachowując wewnątrzpaństwową niezależność. W 1947 r., po rozpadzie Imperium Brytyjskiego, opowiedziała się za przyłączeniem do Pakistanu. W 1974 r. Hunza została zlikwidowana jako księstwo i włączona w region Obszary Północne, administrowany przez Pakistan, ale niemający statusu prowincji.

## Czasy przedkolonialne

### Początki
Od zarania dziejów państewka Hunza i Nagir, leżące na przeciwległych brzegach rzeki Hunzy, były niezależne politycznie i tylko doraźnie deklarowały tytularną lojalność wobec władztw sąsiadujących, np. Kaszmiru czy Turkiestanu. Wcześniejsi autorzy (np. J. Biddulph w 1880, E.F. Knight w 1983, H. Haughton w 1913, D. Lorimer w 1935) przytaczają opowieść o XV-wiecznej rywalizacji dwóch braci, protoplastów osobnych linii władców rządzących w Nagirze (dynastia Moghlot) i w Hunzie (dynastia Ayáśo). Obronny charakter wiosek w Dolinie Hunzy dowodzi raczej wojowniczych relacji między sąsiadującymi osiedlami niż zagrożenia zewnętrznego. Antagonizmy były okresowo zażegnywane, m.in. poprzez małżeństwa między domami panującymi. Podróżnicy w połowie XIX w. obliczali wielkość Hunzy na parę tysięcy domostw, skupionych w trzech zamieszkałych przez Buruszów wioskach w środkowej części doliny i rządzonych przez dziedzicznego władcę zwanego w języku buruszaski tham. Hunzakuc (lub Hunzakuts nazywają się mieszkańcy Doliny Hunzy i kraju Hunza) obok rolnictwa zajmowali się też wypasem i łowiectwem, ale nie zapewniało to egzystencji wolnej od okresów niedostatków, a nawet głodu. Znaczne korzyści czerpano z systematycznych napadów na karawany przeprawiające się drogami szlaku jedwabnego przez górskie przełęcze między Kaszgarem a Kaszmirem, kontrolowane przez bandy z Hunzy (w mniejszym stopniu z Nagiru). Nie tylko rabowano towary, ale i brano w niewolę ludzi, których odsprzedawano jako niewolników, głównie w Badakszanie. W górskich rzekach płukano także złoto, którym opłacano np. trybuty dla maharadży Kaszmiru.

### Struktura władzy i społeczeństwa
Społeczeństwo księstwa Hunzy było ściśle klasowe, z możliwością mobilności jedynie między najwyższymi klasami, i oparte na klanach rodowych (bsk. moór). Dziedziczny władca z dynastii Ayáśo, tham, rządził w otoczeniu licznych wielmożów (bsk. guśpúr i uyóṅko) i ich krewnych, warstwy utrzymywanej z podatków (w naturze) i innych bezpośrednich dochodów księstwa, np. z rozboju. Wzajemna współzależność władcy i tej arystokracji pozostawała w równowadze, ale czyniła politykę thama zależną od konieczności utrzymywania znacznej ilości nieproduktywnych osób, tytularnie pełniących funkcje urzędnicze. Inną wpływową grupą był rodzinny klan wezyra (bsk. wazīr), najważniejszego doradcy thama. Przeważająca część terenów uprawnych należała do klanów rządzących – thama i wezyra. Ludność niższych warstw była zobowiązana, obok wnoszenia podatków, także do wykonywania nieodpłatnie prac na rzecz społeczności. W każdej z wiosek mieszkał przedstawiciel władcy należący do jego rodziny (bsk. guśpúr) lub inna zaufana osoba, np. starszy wioski (bsk. traṅphá), wywodząca się przeważnie z rodowego klanu wezyra (bsk. wazīrkuċ). Charakterystyczną cechą Hunzy był brak wśród elity rządzącej przedstawicieli duchowieństwa, a najbliższy pīr rezydował w Gilgit. Z przywileju pełnienia urzędów (czyli dostępu do klasy uyóṅko) praktycznie wyłączeni byli Wachowie i osiedleńcy, których językiem ojczystym był szina. Swoistą grupę tworzyli baldákuyo pracujący sezonowo i nieodpłatnie jako tragarze, wcześniej zatrudniani także do wypłukiwania złota. Do najniższej, wyłączonej z wszelkich przywilejów warstwy społecznej Ḍom, pogardliwie nazywanej bériċo, należeli kowale i muzycy.

### Konsolidacja księstwa
Kilkutysięczną ludność prawobrzeżnego dna doliny w środkowym biegu Hunzy skonsolidował w mikropaństwo (księstwo) pod koniec XVIII w. tham Silum Chan III (zwany też Salim Chan), pokonawszy swego brata Mirzę. Poprzez rozbudowę kanałów irygacyjnych powiększono tereny uprawne wokół trzech osad obronnych (Ganesh, Altit i Baltit), co przyczyniło się do wzrostu liczby mieszkańców. W tym okresie zwiększyła się migracja z sąsiednich dolin, za którą w ciągu jednego pokolenia postępowała asymilacja z ludnością buruszowską. Nad Hunzę przybyły m.in. znaczne grupy Wachów i założone zostały osiedla w górnym biegu Hunzy, na terenie nazwanym później Gojal. Leżące na lewym brzegu Hunzy księstwo Nagir nie rozprzestrzeniało się w podobny sposób. Z okresem panowania Salima Chana wiąże się też rozszerzanie kontaktów z chińskim Kaszgarem po północnej stronie Karakorum, przy czym prowadzące na północ przełęcze (Kilik, Mintaka, Khunjerab) kontrolowane były przez Buruszów. Politykę korzystnych relacji z terenami granicznymi pod władzą dynastii Qing kontynuował jego syn Ghazanfar Chan. Okres jego rządów, podobnie jak jego syna Ghazana Chana, wyznaczało ścisłe egzekwowanie podatków od pasterzy i kupców oraz systematycznie prowadzone napady na karawany i handel niewolnikami, które były źródłem dochodu niezbędnym do utrzymania rozległej warstwy wielmożów i ich rodzin. Zbójecki proceder, sięgający poprzedniego stulecia, nie wywoływał jednak bezpośrednich zatargów z chińskimi sąsiadami, z którymi już w połowie XVIII w. tham Kisro utrzymywał relacje handlowe – w zamian za złoto Hunzakuc otrzymywali jedwab, bawełnę, srebro, herbatę i porcelanę. Tham Ghazan Chan wchodził natomiast w nieustanne konflikty z sąsiadami (Nagirem, Gilgitem). Nie cieszył się też zaufaniem Brytyjczyków, niechętnie patrzących na powiązania między thamami Hunzy a graniczną chińską prowincją, gdzie jeszcze w 1847 r. tham Ghazanfar Chan otrzymał od władz imperium chińskiego własność ziemską (urdu ǰagīr).

## Okres w obrębie Imperium Brytyjskiego 1891–1947

### Rola Hunzy wWielkiej Grze
Dolina Hunzy, a więc i leżące w niej księstwa Hunza i Nagir, miała strategiczne znaczenie ze względu na przełęcze górskie, ku którym prowadziła. Były one jednymi z niewielu szlaków komunikacyjnych między Chinami i poszerzającą na południe strefę wpływów Rosją po północnej stronie łańcucha Karakorum a Imperium Brytyjskim na jego południowej flance. Mocą zawartego w Amritsarze w 1846 r. traktatu między Brytyjską Kompanią Wschodnioindyjską a władcą księstwa Dżammu Gulabem Singh sprzedano mu Dolinę Kaszmiru i poprzez połączenie jej obszaru z pozostałymi władztwami Gulaba Singh utworzono księstwo Dżammu i Kaszmiru, a Gulab Singh został jego pierwszym maharadżą. Gilgit i leżąca na północ od niego Dolina Hunzy nie weszły formalnie w obręb nowego księstwa, choć Brytyjczycy uważali, że znalazły się one, podobnie jak Baltistan, w obrębie kaszmirskiej jurysdykcji. Hunza i Nagir pozostały niezależne, jednak kontynuowano płacenie maharadży wymaganego przez niego trybutu. W 1860 r. kolejny maharadża Dżammu i Kaszmiru Ranbir Singh zdołał przyłączyć do swego księstwa te tereny i mianował Gilgit stolicą nowo utworzonego dystryktu (bsk. wazarat) o tej samej nazwie. Tham Hunzy zwlekał do 1869 r. ze złożeniem hołdu nowemu maharadży Kaszmiru i nie godził się na obecność kaszmirskich urzędników w samej Hunzie. W zamian za brytyjskie wsparcie militarne Ranbir Singh przystał w 1877 r. na utworzenie w Gilgicie brytyjskiej agentury (Gilgit Agency), której zadaniem miało być m.in. monitorowanie działalności księstw na terenach przygranicznych. Brytyjskie zainteresowanie tym rejonem rosło wraz z aktywnością Rosji w tej części Azji Środkowej; budziło ona o tyle uzasadnione obawy Brytyjczyków o możliwość opanowania przez nią karakorumskich i pamirskich przełęczy, o ile znane im były kontakty thama Hunzy Safdara Ali Chana i władcy Chitralu z Rosją. Współpraca między Johnem Biddulphem, pierwszym szefem Gilgit Agency (sprawującym urząd zwany British Political Agent lub Resident), a maharadżą nie układała się najlepiej, a co gorsza baza w Gilgicie nie miała dostatecznie silnej obsady militarnej, by skutecznie odeprzeć ewentualny atak ze strony niespokojnych górskich państewek. W 1881 r. zawieszono jej działalność, uwalniając tym samym poczynania polityczne maharadży spod brytyjskiego nadzoru. Kiedy jednak zaczęto podejrzewać, że kolejny maharadża Pratap Singh utrzymuje korespondencję z carem Rosji, uznano za konieczne ustanowienie brytyjskiej kontroli w tym terenie i przywrócenie Gilgit Agency w 1889 r.

#### Polonicum Wielkiej Gry w Dolinie Hunzy
Wyznaczony na nowego Political Agent Algernon Durand był młodszym bratem sir Mortimera Duranda, który jako minister spraw zagranicznych rządu indyjskiego (foreign secretary to the Government of India) szczególnie mocno popierał umocnienie, także militarne, pozycji Imperium na północnych rubieżach Kaszmiru. Algernon Durant tuż przed objęciem stanowiska w Gilgicie podróżował po tamtym rejonie i dobrze go poznał, co opisał – razem z dalszymi dziejami powstania i prowadzenia Gilgit Agency – w wydanej w 1899 r. książce The Making of A Frontier. Five Years’ Experiences and Adventures in Gilgit, Hunza Nagar, Chitral, and the Eastern Hindu-Kush. Wspomina w niej, że powracając ze swojej pierwszej wyprawy (misji rekonesansowej) w 1888 r. dowiedział się w Gilgicie, że niedawno odwiedził Hunzę rosyjski oficer, co skomentował krótkim: The game had begun. Tym oficerem był Bronisław Grąbczewski, generał w służbie wojsk rosyjskich, któremu w 1888 r. Rosyjskie Towarzystwo Geograficzne powierzyło prowadzenie wyprawy naukowo-badawczej w rejon doliny rzeki Hunzy i jej dopływów. Miał za zadanie, podróżując z niewielką eskortą, odwiedzić mało znane, ale ważne ze względu na położenie w pasie granicznym, państewka, w tym Kandżut, jak nazywano wtenczas (według chińskiiej wersji) Hunzę i Nagir. Po pokonaniu wielkich trudności, jakie stawiały przed nim warunki terenowe, i licznych przygodach dotarł do stolicy Hunzy Baltitu, by spędzić tam tydzień fetowany przez thama Safdara Ali Chana. Jakkolwiek zainteresowany prowadzeniem wywiadu politycznego i terenowego, prowadził Grąbczewski przede wszystkim działalność naukową (m.in. spisywał słownictwo języków buruszaski i wachański), robił badania geologiczne oraz utrwalił w fotografiach obrazy ówczesnej Doliny Hunzy i jej mieszkańców.

#### Kampania wojenna o Hunzę i Nagir w 1891 r.
Koniec lat 80. XIX w. przyniósł serię wydarzeń, które skłaniały do zmian w brytyjskiej polityce względem górskich państewek: w 1886 r. Safdar Ali Chan zajął tron Hunzy dzięki zamordowaniu swoich trzech braci i ojca Ghazana Chana, dotychczasowego thama Hunzy, a w 1888 r. Hunzakuc po raz kolejny napadli zbrojnie na posterunki kaszmirskie w dolnym biegu Doliny Hunzy; gromadzono ponadto świadectwa o bliskich kontaktach, także korespondencji, władców Hunzy i Nagiru zarówno z Rosją, jak i Chinami. Od dawna powszechne oburzenie budziły napaści na karawany, ograbianie podróżnych i uprowadzanie jeńców na sprzedaż, który to proceder przyniósł Hunzakuc sławę „barbarzyńców”, a thamom – „bandyckich władców” (ang. robber rulers). Nowemu Political Agent w Gilgicie Algernonowi Durandowi powierzono w lipcu 1889 r. zadanie wejścia z władcami Hunzy i Nagiru w układ, na mocy którego będą oni otrzymywali roczną pensję w zamian za zaprzestanie zbójeckich napadów i przystanie na budowę w dolinie drogi; tę ostatnią uważali Brytyjczycy za strategicznie niezbędną do umocnienia swojej militarnej obecności w tym rejonie. Kiedy Hunzakuc nie dotrzymywali żadnego z warunków, a nawet posuwali się do dalszych napadów na forty zajmowane przez siły kaszmirskie, postanowiono w połowie 1891 r. przystąpić do budowy drogi, a ewentualny opór zgnieść siłą. Spotkało się to z mobilizacją wysiłków obronnych obu thamów, Safdara Ali I Uzra Chana (który przejął władzę w Nagirze odsuwając od niej schorowanego ojca i mordując dwóch młodszych braci). Do rozstrzygającej bitwy o ufortyfikowaną nagirską wioskę Nilt doszło 2 grudnia, którą zdobyto po zaciekłym oporze, a następnie ucieczce walczących po stronie Hunzy i Nagiru. Przez kolejne dwa tygodnie Brytyjczycy ze zmiennym szczęściem atakowali następne wioski forty, Thol i Maiun (Mayun), by w końcu złamać wszelki opór obrońców i przyjąć 20 grudnia kapitulację władców Nagiru i obsady fortu Baltit w stolicy Hunzy. Tham Safdar Ali Chan uciekł w towarzystwie garstki popleczników w stronę chińskiej granicy, zabierając ze sobą tyle kosztowności, ile zdołali unieść. Pościgu za nimi zaprzestano na chińskiej granicy. Kampanię opanowania Doliny Hunzy i jej księstw uznano za zakończoną sukcesem sił brytyjsko-kaszmirskich, czego formalnym potwierdzeniem było ustalenie dwa lata później Linii Duranda.

### Długie rządy Nazima Chana 1892–1938
Na nowego thama (odtąd zmienionego na perski tytuł mīr) Hunzy Brytyjczycy wyznaczyli przyrodniego brata Safdara, Ali Nazima Chana – na podstawie, jak się podejrzewa, sfałszowanych dokumentów, choć jego podziw dla Brytyjczyków był szczery – jako oficjalny akt zachowując nominację przez maharadżę Kaszmiru (był nim Pratap Singh), któremu thamowie Hunzy i Nagiru pozostawali podlegli. Jako wezyr Nazima Chana powrócił do łask Humayun Beg, będący od dawna w dobrych układach z brytyjskimi władzami w Gilgicie (przysłużył im się w kampanii o Hunzę i Nagir). Dla utrzymania porządku i podkreślenia brytyjskiej obecności w rejonie stacjonowały tam oddziały wojskowe pod dowództwem por. C.V.F. Townshenda, którego mianowano gubernatorem wojskowym Hunzy; od sierpnia 1892 do prawie końca 1894 r. nad sytuacją w Hunzie czuwał ponadto oficer polityczny F.E. Younghusband. W kolejnych dekadach okazała się ona stabilna zarówno w Hunzie, jak i w Nagirze, a ich władcy opowiedzieli się po stronie Imperium Brytyjskiego i lojalnie wspierali politykę Political Agent w Gilgicie. Liczbę stacjonujących w Aliabadzie żołnierzy systematycznie zmniejszano, a w 1897 r. całkowicie ich wycofano. Górskie rejony przygraniczne pozostały w centrum uwagi władz kolonialnych, a tym samym wszelkie poczynania władców w Dolinie Hunzy, szczególnie ich chińskie kontakty, były dokładnie obserwowane. Górę wzięła jednak pax britannica i mądra polityka Nazima Chana, który przystąpił energicznie do transformacji kraju (np. przystąpiono do budowy dróg, rozszerzono sieć kanałów irygacyjnych i wprowadzono programy szczepień ochronnych). Na Hunzę nałożono obowiązek płacenia maharadży Kaszmiru rocznego trybutu w złocie, w zamian za co mīr (a także jego wezyr) otrzymywał roczną pensję (ang. annual subsidies), po połowie od Kaszmiru i od rządu w indyjskiego, w wysokości przewyższającej piętnastokrotnie wysokość trybutu; chodziło tu nie tyle o wartość materialną, ile o manifestację wzajemnych lojalności i zobowiązań. Polityczny wpływ religii był w księstwie zawsze ograniczony, przy jednoczesnym deklarowaniu posłuszeństwa wobec agi chana (do 1957 r. był nim Sultan Mahommed Szah).
Nazim Cham zwiększył obciążenia wynikające z pracy przymusowej (bsk. rajaáki) i opodatkowania, acz nierównomiernie: z ulgami dla Buruszów i mieszkańców Shinaki oraz dodatkowymi ciężarami dla mieszkańców Gojalu. Dążył też do ograniczenia nadmiernych wpływów wezyra Humayuna Bega, nie tylko dlatego, że ten spiskował przeciwko niemu, ale i ze względu na koszty utrzymania całego jego rodu i klanu (Tarakuċ). W pierwszej dekadzie XX w. pozycja mira Nazima Chana na tyle się umocniła, że układ władzy między mirem a wezyrem nabrał, w ocenie Gilgit Political Agency, równowagi. Śmierć wezyra w 1916 r. stworzyła Nazimowi Chanowi okazję do stania się władcą autorytarnym i jako taki jest pamiętany. Na nowego wezyra mianował najstarszego syna Humayuna Bega (Shukrullah Bega), ale ten nie miał formatu ojca i współzawodnictwo między mirem and wezyrem ustało.
Jako narastający problem w domach panujących w Hunzie i Nagirze władze kolonialne dostrzegały niebywale rozrośnięta warstwę uprzywilejowanych guśpúr i uyóṅko, którzy nie wykonywali żadnej pracy oprócz pełnienia funkcji urzędniczych, przy czym oni i całe ich rodziny były utrzymywane przez lokalną społeczność. Jednym ze źródeł dochodu był właśnie powstający w Dolinie Hunzy ruch turystyczny, na obsługę którego (noclegi, wyżywienie, zwierzęta juczne itp.) miał monopol tylko mir, właściciel jedynego w całej dolinie „zajazdu”. Zadanie świadczenia związanych z nią usług delegował na członków warstw uprzywilejowanych, mających w ten sposób udział w dochodach z obsługi podróżujących. Tragarze wynajmowani przez ekspedycje górskie i badawcze, wywodzący się z najniższej warstwy społecznej baldákuyo, nie otrzymywali żadnej zapłaty, gdyż ich pracę uważano za obowiązek w ramach pracy przymusowej na rzecz całej społeczności. Aby dostarczyć mężczyznom regularnego zatrudnienia, z inicjatywy Gilgit Agency opracowano plan objęcia 640 mężczyzn z obu księstw czasową i stałą służbą wojskową w Gilgit Scouts; ponieważ była ona płatna, mirowie nalegali, by dostęp do niej mieli jedynie guśpúr i członkowie innych elit.
W latach 1934 i 1935 miały miejsce trzy śluby pomiędzy członkami rodów rządzących w Hunzie i Nagirze: wnuk Nazima Chana Jamal pojął za żonę córkę mira Nagiru Sikandara Chana, trzeci syn Sikandara Chana poślubił córkę Nazima Chana i w 1935 r. odbył się ślub córki najstarszego syna Nazima Chana, mīrzāda Ghazana Chana, z czwartym synem mira Nagiru. Nigdy dotąd tak silne więzy nie spajały obu, tradycyjnie ze sobą walczących, rodów. Połowa lat 30. to także okres dalszych usiłowań Nazima Chana całkowitego odsunięcia od dostępu do władzy kolejnego wezyra z klanu Tarakuċ i jego następców. Tak absolutna była moc jego rządów, że zdołał, przeciwstawiając się preferencjom administracji kolonialnej, doprowadzić w listopadzie 1935 r. do dymisji wezyra, choć przystał na dalsze wypłacanie jego rodzinie jednej trzeciej dotychczasowych dochodów. Nowo mianowany wezyr należał do rodu nawet niepochodzącego z Hunzy. Wysiłki Politican Agent łagodzenia konfliktu między Nazim Chanem, autorytarnie rozdzielającym i odbierającym stanowiska i źródła przychodów, a jego adwersarzami zasadniczo utrudniały intrygi jego syna Ghazana Chana. Wobec zaostrzenia się sytuacji w Sinciangu i rosnących obaw co do intencji bolszewickiej Rosji Hunza znalazła się ponownie w polu polityki zagranicznej Indii Brytyjskich. Odwiedzający ją badacze i podróżnicy (m.in. Ella Maillart, David Lorimer and Emily Overend, Reginald Schomberg) dodawali do wiedzy o tym regionie, szczególnie raporty tego ostatniego (emerytowanego brytyjskiego wojskowego, dyplomaty i szpiega) szczegółowo i bardzo krytycznie opisywały układy autorytarnej władzy mira Hunzy, skostniałe i niesprawiedliwe stosunki społeczne oraz niezdrową sytuację ekonomiczną księstwa. Co więcej Schomberg z przekonaniem donosił władzom brytyjskim o potajemnych kontaktach Nazima Chana nie tylko ze stroną chińską, ale przede wszystkim z the Bolshevists. W marcu 1935 r. maharadża Kaszmiru Hari Singh, przekonany o konieczności tego kroku, oddał Brytyjczykom w dzierżawę (ang. lease) część Gilgit Agency na północ od rzeki Indus na 60 lat, co miało zapewnić skuteczną kontrolę północnych granic Kaszmiru.
Na dwa lata przed śmiercią w lipcu 1938 r. Nazim Chan zdołał sporządzić dzięki pomocy wnuka Jamala Chana (sam był niepiśmienny) autobiografię, którą wkrótce przełożono na angielski, a egzemplarz tego tekstu wręczano niemal wszystkim odwiedzającym Baltit. Jej wartość faktograficzną H. Kreutzmann komentuje nie tylko jako pełną sprzeczności i przekłamań, ale przede wszystkim podkreśla, że zarówno Jamal Chan, jak i tłumacz na angielski dołożyli starań, by opisać ten fragment historii Hunzy w sposób, który by najlepiej zadowolił władze w Gilgicie. W sumie jednak 46 lat jego rządów oceniano w historycznej perspektywie pozytywnie jako okres stabilny politycznie i społecznie, w miarę dostatni i w pełni zgodny z oczekiwaniami administracji kolonialnej. Z tym większymi obawami oczekiwano rządów jego następcy.

### Pod krótkimi rządami Ghazana Chana
W międzyczasie zmarł też mir Nagiru Sikandar Chan i objęcie tronów w obu księstwach odwlekło się aż do sierpnia 1940 r. Podczas podwójnej ceremonii w Baltit Fort w obecności licznych brytyjskich oficerów i dygnitarzy, Ghazan Chan objął władzę w Hunzie, a Shaukat Ali Chan w Nagirze. Powszechny sceptycyzm co do zdolności Ghazana Chana do pełnienia funkcji władcy kraju, głównie ze względu na jego trwającą od lat chorobę alkoholową, znalazł pełne potwierdzenie w trakcie siedmiu lat jego rządów. Okazał się zdolny jedynie do zarządzania schedą po ojcu, ale nie do jej wzbogacenia czy rozwoju samego księstwa. Pod koniec życia zupełnie zaprzestał sprawowania urzędu i przeniósł swoją siedzibę do Gulmitu, gdzie zmarł w odosobnieniu w maju 1945 r. Jeszcze jesienią 1944 r. przekazał sprawy księstwa na ręce swego syna Jamala Chana, który w listopadzie 1945 r. podczas stosownej ceremonii został mianowany, jak i obaj poprzedni mirowie, przez Political Agent mirem Hunzy.

## Okres w obrębie Pakistanu 1947–1974

### Rozpad Indii Brytyjskich
Tak jak deklarował w swojej pierwszej mowie, mir Jamal Chan wzorował się w prowadzeniu księstwa na swoim dziadku Nazimie Chanie. Doradztwa nie szukał u wezyrów, lecz zaufaniem obdarzył swego brata Ayasha Chana. Kiedy wraz z przyznaniem w 1947 r. niepodległości krajom wchodzącym w skład Indii Brytyjskich nastąpił podział na „hinduskie” Indie i „muzułmański” Pakistan, mirowie Hunzy i Nagiru dobrowolnie opowiedzieli się za wejściem w granice tego drugiego. Formalny akt akcesji, podpisany 19 listopada 1947 r., cedował na państwo pakistańskie prowadzenie polityki w kwestiach międzynarodowych i obronnych, przy zachowaniu przez mirów pełni władzy nad sprawami wewnętrznymi księstw. Mirowie nie angażowali się w rebelię w Gilgit Agency podniesioną przeciwko włączeniu jej do Kaszmiru w granicach Indii, choć w szeregach Gilgit Scouts służyli członkowie ich rodzin. Urzędnicy brytyjscy po ostatniej inspekcji Hunzy w listopadzie 1947 r. sporządzili raport, który stwierdzał sprawne funkcjonowanie państwa i harmonijne relacje między jego mieszkańcami różnych wyznań.

### Pod rządami ostatniego mira Hunzy
Polityka Pakistanu wobec księstw Hunzy i Nagiru zmierzała do ich integracji z resztą kraju m.in. poprzez likwidację niektórych właściwych im cech sprawowania władzy. Wycofano się ze wspierania materialnie władców i ich rodzin, jak to miało miejsce w czasach kolonialnych. Mir utracił prawo do ograniczania swobody poruszania się swoich poddanych, czego rezultatem była fala emigracji najpierw w rejon Gilgitu, a następnie w dalsze regiony Pakistanu aż po Karaczi. Zaczęto korzystać z możliwości zatrudnienia poza rolnictwem, jak np. w przemyśle portowym i policji, a także szukać możliwości kształcenia i prowadzenia samodzielnych interesów poza Hunzą. Stopniowo upadał feudalny system pracy przymusowej. Od połowy lat 50. XX w. wzrastała liczba osób zatrudnionych w armii pakistańskiej, co przy zapewnianym przez nią uposażeniu oznaczało kolejną szansę ustatkowania się Hunzakuc poza Hunzą.
Nabierający rozmachu ruch turystyczny w Dolinie Hunzy pozostawał całkowicie w rękach elity rządzącej Hunzą (bsk. thámkuṣ). Znaczne dochody przynosiło m.in. obsługiwanie wypraw badawczo-eksploracyjnych, jak np. niemiecko-austriackiej ekspedycji w 1954 r. i niemieckiej w 1959 r., przy czym powszechne były narzekania na nieudolność osób świadczących te usługi oraz zawyżanie stawek i cen. Międzynarodowego rozmachu nabierała równocześnie strategia marketingowa promująca turystykę w Dolinie Hunzy poprzez szerzenie mitu o długowieczności Hunzakuts, której fałszywą podstawą, jak podkreśla H. Kreutzmann, była już sama trudność sprecyzowania, do jakiej to wyjątkowej grupy ludzi (bądź grupy etnicznej) ma się określenie Hunzakuts odnosić. Dziesiątki wpływowych gości odwiedzających Hunzę w latach 60. XX w. było goszczonych wyłącznie przez członków rodziny samego mira lub zaufanych mu osób, dzięki czemu turystyczny obraz kraju był pochodną przedstawianej im, ale nieprawdziwej wersji miejscowej rzeczywistości (jak np. rzekomo autarkiczna gospodarka Hunzy, brak biedy i biedaków, płacenie za pracę w naturze, a nie pieniędzmi, brak przestępstw, bezgraniczne zadowolenie poddanych z rządów mira Jamala Chana). Wizerunek „zdrowych Hunzów” okazał się, jak pisze H. Kreutzmann, wartościowym argumentem marketingowym, który przetrwał parę dekad.
Natężające się kontakty z Zachodem prowadziły do bezprecedensowej zmiany stylu życia elity władzy (np. dzieci mira Jamala Chana miały amerykańskich guwernerów, para książęca podróżowała m.in. do Paryża i Monachium, mężczyźni z tej klasy społecznej ubierali się często według mody zachodniej). Choć najbliższe środowisko mira miało głębokie poczucie odrębności i niezależności księstwa od Pakistanu, pozostała część społeczeństwa, szczególnie młodsze pokolenie wykształcone poza Hunzą, przestawało identyfikować się z panującymi w kraju feudalnymi tradycjami i systemem władzy. Finansowo mir Jamal Chan był w zasadniczy sposób uzależniony od Agi Chana III, który powierzył mu kilka znaczących funkcji, przede wszystkim prezesa najwyższej rady izmailickiej działającej pod egidą Agi Chana w Azji Środkowej oraz osobistego reprezentanta izmailickiego imama w tym rejonie. Patronat Sultana M. Shaha, a w jeszcze większym stopniu jego następcy Agi Chana IV (Karima al-Hussaini), obok prestiżu i materialnego dobrobytu dla rodziny mira, przyniósł też ogromne korzyści samemu księstwu Hunzy. Agan Chan IV osobiście odwiedził Hunzę w październiku 1960 r. jako pierwszy izmailicki imam, a w 1967 r. powstała Aga Khan Foundation, inicjująca, koordynująca i finansująca projekty rozwojowe, której księstwo Hunzy było znaczącym beneficjentem. Z jej funduszów finansowano budowę szkół dla dziewcząt i chłopców (co przyczyniło się do ograniczenia analfabetyzmu), tworzenie systemu opieki zdrowotnej, budownictwo oraz usługi sektora finansowego i ubezpieczeniowego.

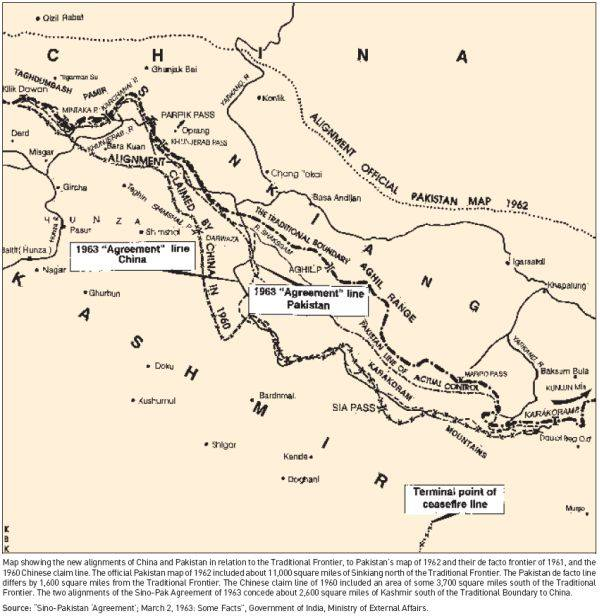
Mapa przedstawiająca oficjalny (wg rządu pakistańskiego) przebieg granic w pn.-wsch. Pakistanie w 1962 r.

Jednocześnie od połowy lat 60. XX w. pogłębiał się rozziew między tradycyjnym układem sprawowania władzy (opartym na wąskiej i niezmiennej elicie władzy) a oczekiwaniami modernizującego się społeczeństwa, od studentów po robotników portowych w Karaczi, emigrantów z Hunzy. O instytucjach i przedsięwzięciach gospodarczych, które były kontrolowane przez thámkuṣ (poczta, budowa dróg, utrzymanie urzędów, szkolnictwo) wiadomo było, że są dla nich źródłem dochodu, do którego nie mają prawa: za sprzeniewierzaniem dotacji szedł nepotyzm, a dalej wyzysk najbiedniejszych, np. poprzez niesprawiedliwy system podatkowy (podatek pogłówny). W marcu 1967 r. formalny protest przeciwko systemowi sprawowania władzy opartemu na prywacie, przywilejach dziedzicznej elity i wyzyskowi obywateli przedłożono Jamalowi Chanowi jako 13-punktową listę żądań. W rok później rozszerzona delegacja protestujących domagała się zmian w polityce wewnętrznej państwa podczas spotkania z mirem, ale ten zakwestionował same uprawnienia tej delegacji do wysuwania podobnych żądań. Wraz z demonstracjami w marcu 1969 r. w Karaczi powstał ruch Hunza & Nagar Liberation Movement, aktywny aż do obalenia obu księstw: Nagiru w 1972 r., a Hunzy w 1974 r. W ciągu tych paru lat społeczeństwo Hunzy podzieliło się na partię obrońców mira i dotychczasowej instytucji księstwa – należała do niej większość dziedzicznych beneficjentów systemu, arġúndaro i guśpúr – oraz zwolenników reformy systemu politycznego, której domagały się warstwy wykształcone i stronnicy propagowanych równocześnie w tamtym czasie w Pakistanie przez Zulfiqara Ali Bhutto ideologii socjalistycznych i reformy rolnej.

### Obalenie księstwa Hunzy
Od początku lat 70. XX w. aktywna opozycja przeciwko rządom mira Jamala Chana i utrzymywanym przez niego porządkom w księstwie łączyła się także ideologicznie z Pakistańską Partią Ludową, której oddział powstał w Hunzie w 1972 r. Jamal Chan nie ogarniał już sytuacji w kraju, nie rozumiał problemów jego mieszkańców, nie potrafił więc ich rozwiązać. Próbę opanowania kryzysu politycznego podjęła Ismailicka Rada Regionalna (Ismaili Regional Council) pod przywództwem wezyra Sajidullaha Bega, ale niczego nie wskórała wobec dynamicznie rosnącej opozycji skupionej pod flagą Pakistańskiej Partii Ludowej. We wrześniu 1974 r. Hunzę odwiedził sam Sulfiqar Ali Bhutto, ówczesny premier Pakistanu, a 24 września ogłosił dekret znoszący księstwo Hunzy jako odrębny, częściowo niezależny byt państwowy w granicach pakistańskich. Hunzę przemianowano na jednostkę administracyjną w obrębie dystryktu Gilgit (Gilgit District), wchodzącego w skład nowo utworzonego regionu Obszary Północne (Northern Areas), i poddając ją jurysdykcji Pakistanu. Jamala Chana, którego jeszcze w 1964 r. rząd Pakistanu mianował generałem majorem, przeniesiono na wojskową emeryturę.